# Makó
Makó (chorvatsky Makovo, rumunsky Macău, slovensky Makov, v jidiš מאַקאָוו‎) je město v jihovýchodním Maďarsku v župě Csongrád-Csanád, nacházející se těsně u hranic Rumunska (3 km), u břehu řeky Maros. Nachází se asi 22 km východně od Szegedu a je správním městem stejnojmenného okresu. V roce 2018 zde žilo 22 514 obyvatel, což jej činí 49. největším maďarským městem. Nachází se zde průmyslová zóna. Makó je rovněž lázeňským městem.

## Název
Slovo je nejspíše nemaďarského i neslovanského původu. Spekuluje se, zda není z turečtiny a neznamená Slavný. Do některých slovanských jazyků bylo převzato jako Makov.

## Historie

### Nejstarší dějiny a turecká okupace
Město bylo historicky sídlem župy Csanád (dnes neexistuje; byla sloučena s nedalekou do Csongrád-Csanád). Město bylo již ve středověku důležitým místem obchodu, díky své povaze dopravního uzlu: nacházelo se na křižovatce silnic do Segedína, Hódmezővásárhelů a Aradu (dnes v Rumunsku).
Zkáza, která následovala pro Uhry po bitvě u Moháče, se městu zpočátku vyhnula, neboť Turci postupovali do středu země jiným směrem. Teprve až roku 1551 na město zaútočila turecká vojska. Místní si svobodu ale dokázali od Turků vykoupit drahými dary.
V roce 1552 město zažilo další turecký útok. Turci i uherský stát vybírali v regionu daně, což vedlo k odchodu sedláků do města a to tak zaznamenávalo strmý nárůst počtu obyvatel i přes probíhající válku. Během uherské náboženské reformace se zde rozšířily protestantské myšlenky. Vzdělávali se zde duchovní, ekonomicky se Makó dařilo a bylo jedním z hlavních trhů s dobytkem v regionu. V roce 1596 jej nicméně stihl další osmanský útok, během něhož byla vypálena budova archivu, kostel a další stavby. Místní obyvatelé utekli a zůstali zde pouze hajduci, kteří pokračovali v boji s Turky. V roce 1603 se sem někteří lidé vrátili.

### Obnova města
V roce 1686 bylo Makó opětovně vypáleno vracejícími se tureckými vojsky od Segedína, kde byla poražena a odkud ustupovala. Obyvatelstvo bylo povražděno a jejich domy vypáleny. Následujících třináct let bylo Makó zcela opuštěné. Po podepsání Karlovického míru a ukončení války stál před habsburky úkol Uhry dosídlit, a tak i sem bylo slíbeno kolonistům přijít za vhodných podmínek, jakými bylo např. odpuštění daní. Díky tomu se podařilo Makó rychle obnovit. Město nesehrálo žádnou významnou úlohu během Rákócziho povstání. 
Od 18. století žila ve městě početná židovská komunita. Prvním rabínem města byl Judah ben Abraham ha-Levi, který tuto funkci zastával od roku 1778 až do roku 1824. Po něm nastoupil Salomon Ullman (1826 až 1863. Místní židovská komunita mluvila jazykem jidiš, třetí rabín (Anton Enoch Fischer v závěru 19. století nicméně psal také maďarsky a německy. Židovská škola zde byla od roku 1851. Synagoga byla postavena roku 1895. V roce 1900 činili Židé cca 5 % místního obyvatelstva, tj. bydlelo zde zhruba šestnáct set osob. Židé se sem přistěhovali většinou v 19. století, žili v Makó až do druhé světové války, kdy byli odvezeni transporty do vyhlazovacích táborů (holocaust).
V polovině 18. století se v rámci kolonizace jižních Uher dosdlili do Makó také Rusíni, kteří si zde uchovali svojí řeckokatolickou víru.

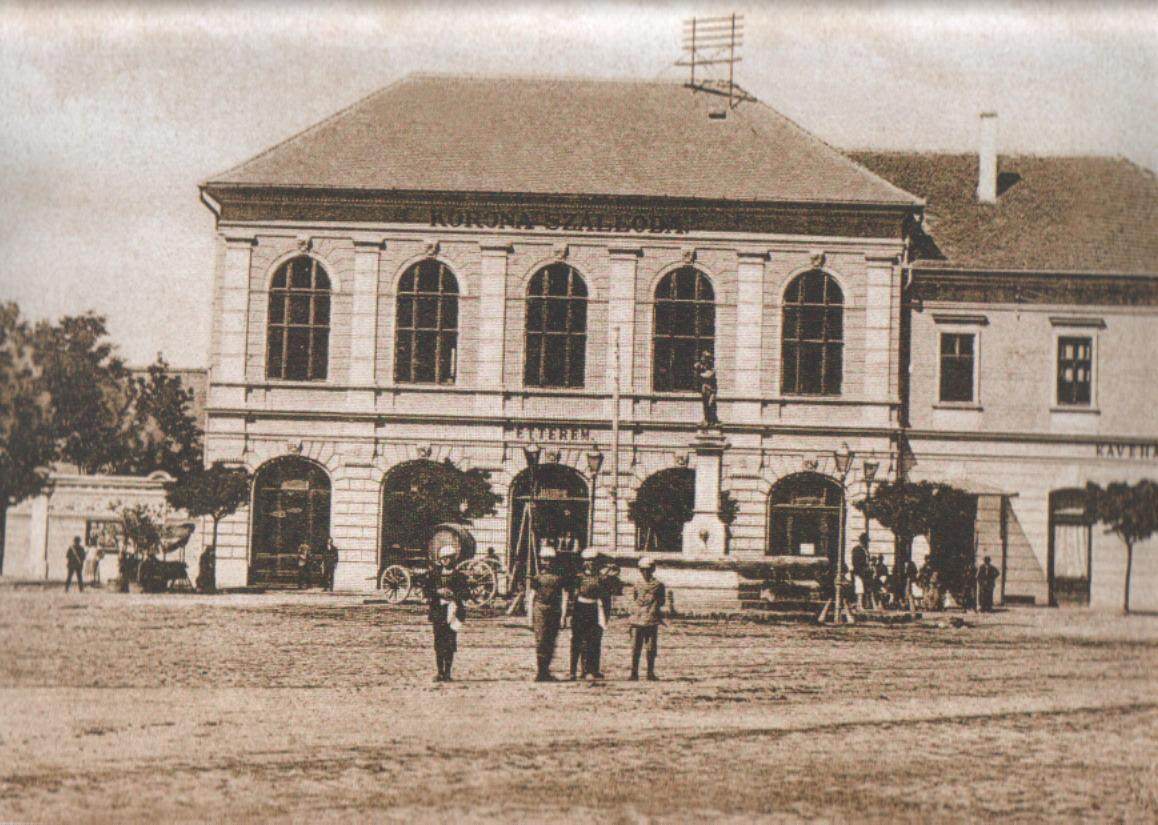
Dům Korona Szalló, ve své době nejvýstavnější budova v Makó

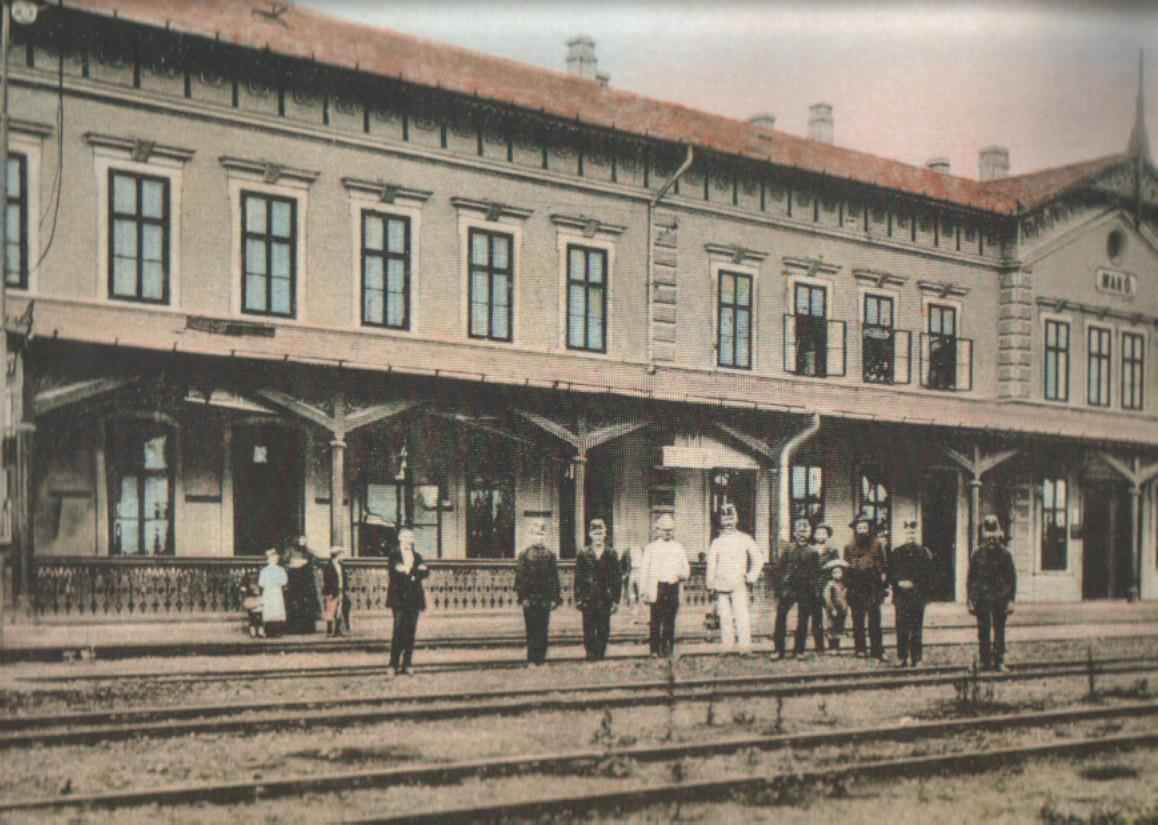
Nádraží v roce 1900

Rozvoj města co do počtu obyvatel umožnila železnice, která dosáhla Makó v roce 1883. Vybudovala ji sem soukromá společnost Aradi és Csanádi Egyesült Vasutak (Aradsko-csanádské dráhy). Díky tomu město získalo spojení s nedalekým Segedínem. Postupně se z Makó stalo 12. největší město Uher. Po nějakou dobu bylo i městem s župním právem. V roce 1900 se stalo Makó městem. V této době zde byl také čilý společenský a kulturní život; působili zde József Atilla (dnes je zde po něm pojmenováno muzeum), dále Gyula Juhász a Ferenc Móra. 

### 20. století a současnost
Město je v Maďarsku známé kromě své polohy při hranicích jako centrum zemědělsky velmi aktivního regionu. Pěstována je zde především cibule (nachází se zde i pomník, který jí byl věnován) a také česnek. Místní producenti obou druhů zeleniny vystavovali již na veletrzích v Budapešti a ve Vídni v závěru 19. století. Důvodem jejich úspěchu je vhodná půda, kterou tvoří řada říčních sedimentů řeky Maroš. Za první světové války bylo místní obyvatelstvo nuceno zemědělskou produkci předávat státu pro potřeby vojska.
Značná část obyvatel Makó bojovala v řadách rakousko-uherské armády především v Haliči a dále na italské frontě. Asi 1300 místních ve válce padlo. Zbylí vojáci se vrátili ještě 31. října 1918. Po válce město padlo do rukou Maďarské republiky rad, jejíž zástupci zde prováděli tvrdé perzekuce. Následně bylo okupováno Rumunskem. Vekou ranou pro město bylo stanovení nových hranic v rámci trianonské smlouvy, kdy rumunské území začíná jen 3 km jižně od města a z Makó se ve skutečnosti stalo pohraniční sídlo. 
V meziválečném období se úsilí soustředilo na zlepšování školství a vymýcení negramotnosti. V roce 1936 byl postaven také první dům cibule (maďarsky hagymház). Městskou ekonomiku, která tehdy stála na zemědělství, poškodila hospodářská krize po roce 1929, neboť pro pěstitele zeleniny nepřipravila maďarská vláda žádný záchranný program (na rozdíl od tradičních zemědělců).
Během druhé světové války nedošlo u Makó k změnám státních hranic tak, jako jinde v Maďarsku (v souvislosti s první nebo druhou vídeňskou arbitráží. Makó však vzhledem ke své východní poloze bylo druhým městem (po Csanádpalotě), které dosáhla Rudá armáda. Dne 26. září 1944 se německá armáda z Makó stáhla. Boje probíhaly zhruba čtrnáct dní a zničen při nich byl také most přes řeku Maros. Za války padlo 500 místních a 1200 místních Židů zahynulo v koncentračních táborech.
V rámci industrializace po druhé světové válce zde byl postaven závod na výrobu zemědělských strojů. V rámci kolektivizace byla ustanovena celkem čtyři zemědělská družstva. Vzhledem k blízkosti ne příliš k Maďarsku přátelské Jugoslávie (vzdálena cca 20 km jihozápadně od města) nebylo rozhodnuto o větším rozvoji města. 
Roku 1963 zde byly objeveny termální prameny, což umožnilo rozvoj nejprve skromných a poté větších lázní. Po povodni v roce 1970 bylo investováno více prostředků do rozvoje Makó a postaveny také panelové domy. Vznikla nová knihovna, městské muzeum, školy a nemocnice (nemocnice Sámuela Diósszilágyiho). V souladu s myšlenkami centralizovaného rozvoje průmyslu vznikl lehký průmysl, výroba nábytku a potravinářské závody.
V 90. letech se po změně režimu většina investicí soustředila na modernizace silniční sítě, neboť řada místních komunikací byla stále ještě prašná. Do roku 2008 se podařilo většinu z nich vyasfaltovat. 
Nedaleko od města se nachází ložiska zemního plynu, která byla předmětem rozsáhlejšího průzkumu na počátku 21. století. Předpokládá se, že objem plynu by dokázal překonat i potřeby Maďarska.
Roku 2007 se Makó umístilo druhé v boji o maďarský titul Město roku, porazil jej Sárospatak.

## Obyvatelstvo
Etnické rozložení bylo podle sčítání lidu z roku 2001 následující: 95,5 % obyvatel města se přihlásilo k maďarské národnosti, 0,8 % jako Romové, dále 0,3 % jako Němci, 0,3 % jako Rumuni, 0,2 % jako Slováci, a 0,1 % k srbské národnosti. V roce 2010 byla v Makó ustavena romská a rumunská menšinová samospráva. Obyvatelstvo bylo heterogenní také z hlediska náboženského, neboť 34,8 % se přihlásilo k římskokatolické církvi, 23,4 % k reformované, 3,7 % k řeckokatolické a 0,7 % k evangelíkům.

## Kultura, památky a rekreace

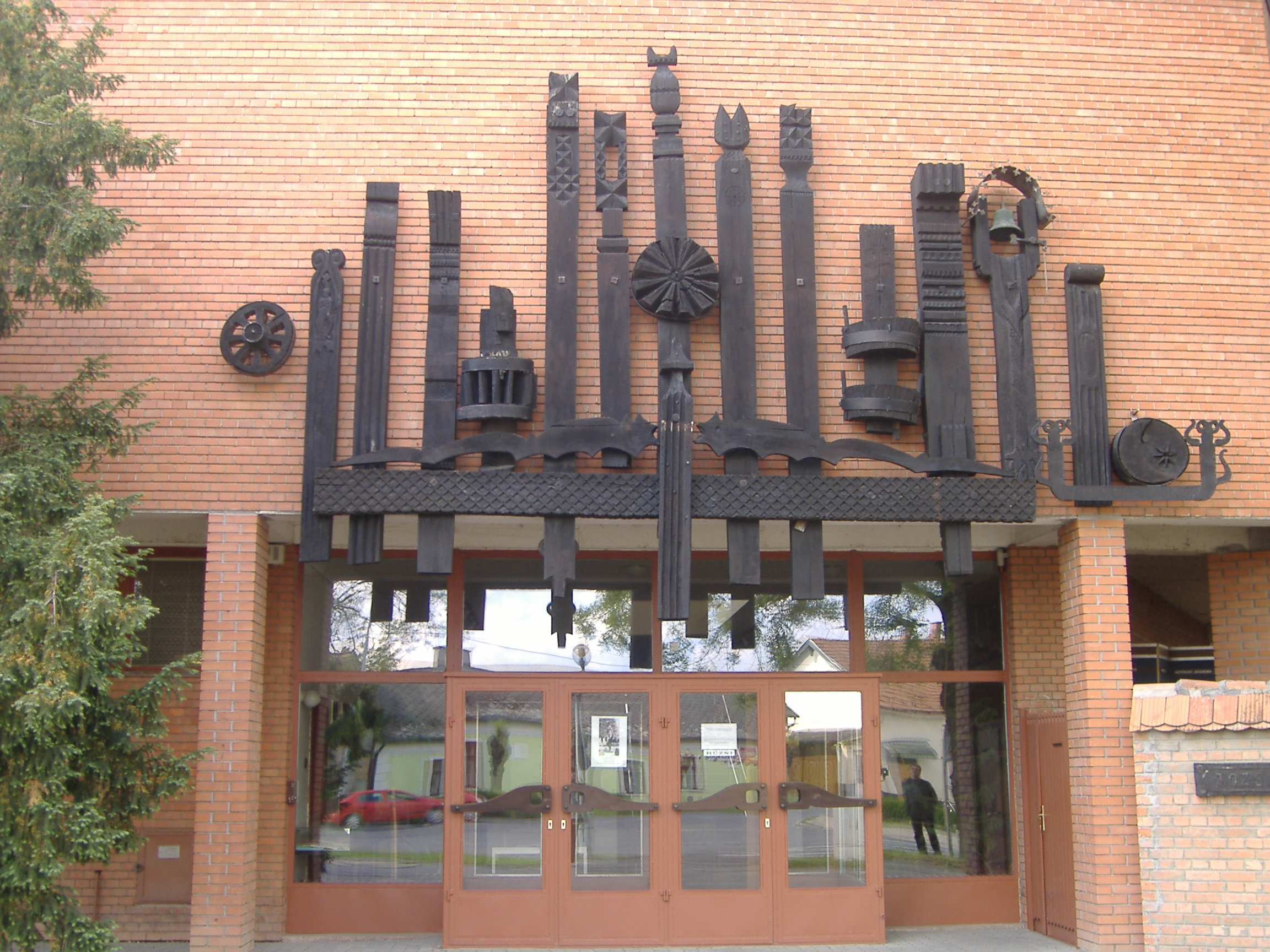
Brána muzea Józsefa Atilly

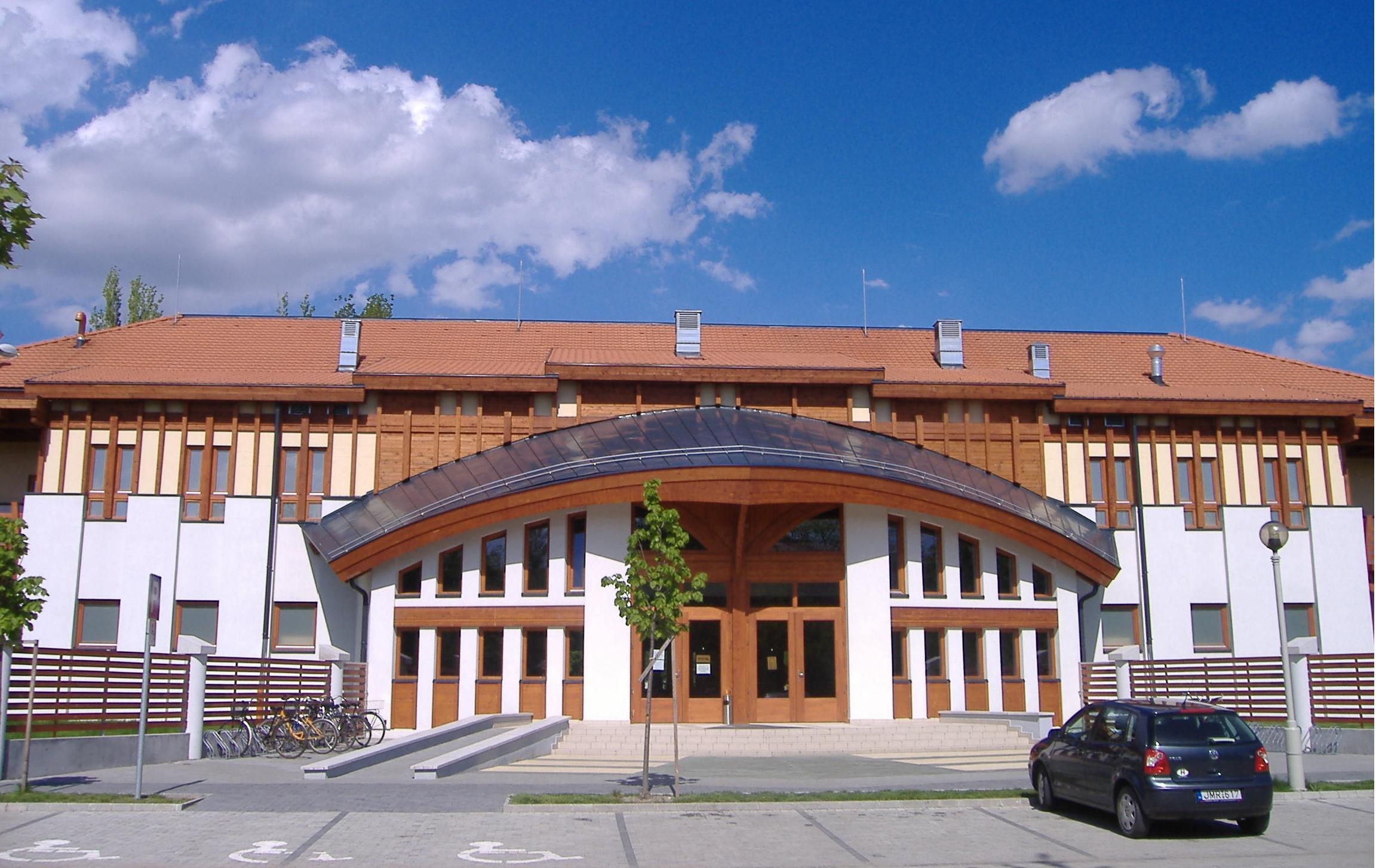
Lázeňský areál

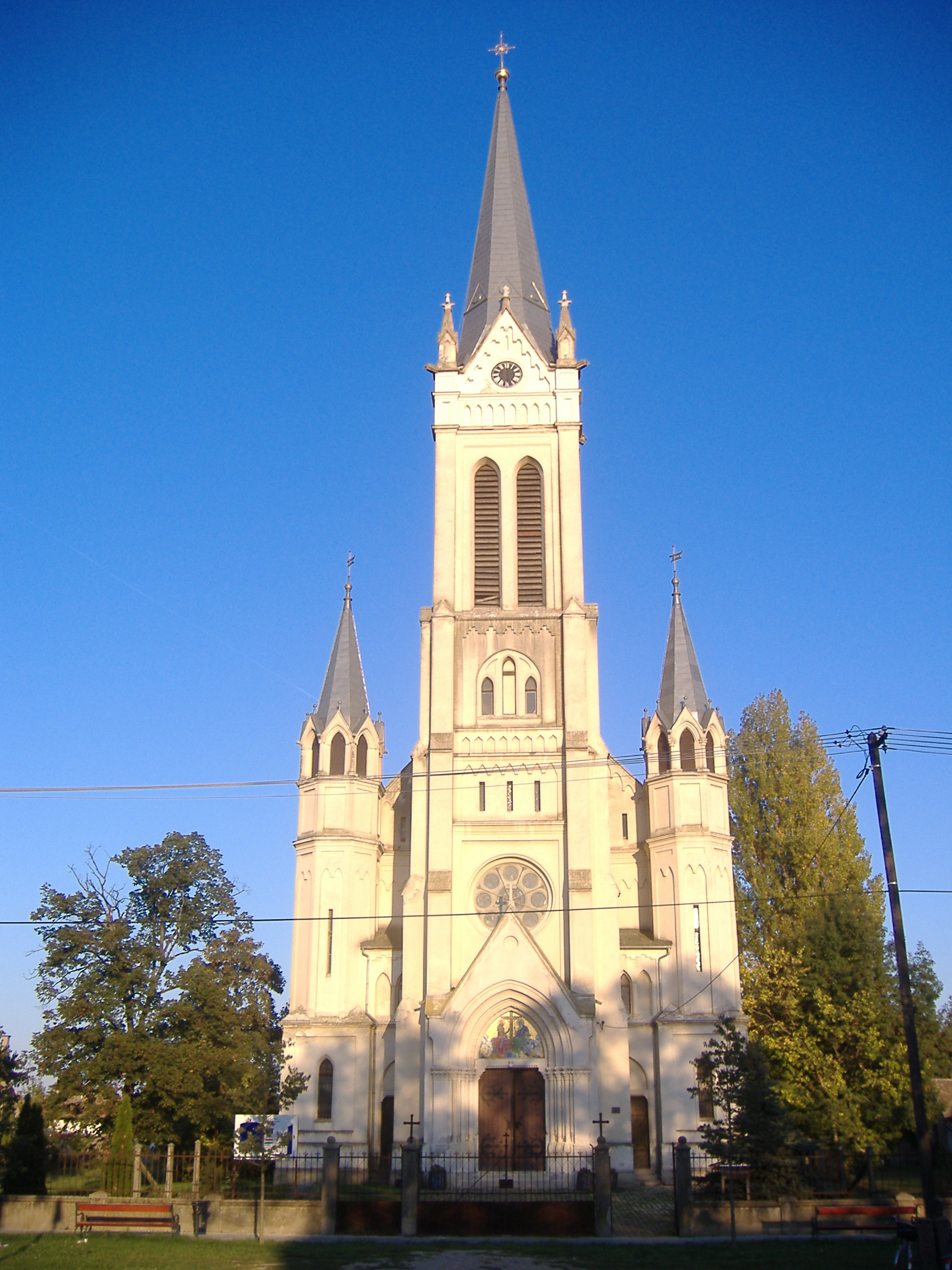
Římskokatolický kostel

Mezi místní kulturní instituce patří např. okresní muzeum – Muzeum Józsefa Attily.
V Makó se nacházejí lázně Hagymatikum, které navrhl maďarský architekt Imre Makovecz v organickém stylu. Stojí v samotném středu města. V roce 2022 byly rozšiřovány. Projekt neochromila ani energetická krize v témže roce.
Od stejného architekta zde vznikl také Dům cibule, tradiční budova spojená s místní tradicí pěstování cibulí. Po zmíněném architektovi je zde také pojmenováno náměstí.
Z konce 19. století pochází památkově chráněný dům Korona Szálló (původně hotel). Stojí na hlavním (Széchenyiho) náměstí. Naposledy byl obnoven v roce 2005. Mezi další zajímavé stavby patří pseudobarokní[zdroj?] palác Bérpalota, který byl dokončen roku 1927, nebo budova radnice z počátku 20. století. V 20. letech minulého století vznikl i poštovní palác. V budově bývalého finančního paláce sídlí dnes muzeum sportu. Pozoruhodná je rovněž i historizující budova spořitelny z roku 1893.
Mezi významné kostely patří např. Kostel nanebevzetí Panny Marie na Kossuthově ulici u autobusového nádraží, nebo kostel sv. Štěpána v místní části Bujak. Na Kalvínově náměstí (maďarsky Kálvin tér) stojí také místní kostel reformované církve, postavený v letech 1776 až 1788. Na novém městě se nachází pseudogotický katolický kostel podle projektu Mihály Bánszkého z roku 1913. 
Budova Ortodoxní synagogy vznikla v 19. století v novogotickém stylu.
Při jižním okraji města se nachází řeka Maros s lužními lesy, rekreační zónou a cyklistickými stezkami. Nachází se tam také rozhledna.
Mezi pravidelně konané kulturní akce v Makó patří Mezinárodní cibulový festival (maďarsky Nemzetközi Hagymafesztivál), který se zde pravidelně koná od roku 1991.

## Ekonomika
Místní hospodářství tvoří ze tří čtvrtin služby, v menší míře potom průmysl a tradičně zemědělství a potravinářství. Působí zde zemědělské družstvo, které zaměstnává přes sto lidí. Kromě již zmíněné cibule se v Makó pěstuje také petržel, sladká paprika, pšenice, slunečnice, ječmen, oves, kukuřice a řepka.
Průmysl se rozvíjel postupně a velmi pomalu. Od roku 1998 existuje v Makó nicméně průmyslová zóna, která je napojena na místní železniční trať do Hódmezővásárhely. Její součástí je i podnikatelský inkubátor. V průmyslové zóně jsou zastoupeny především společnosti zabývající se nákladní dopravou, logistikou a skladováním zboží. Sídlí zde také podnik společnosti ContiTech Fluid Automotive Hungária, který zaměstnává přes patnáct set lidí a je tak největším zaměstnavatelem v celém okrese.
Míra nezaměstnanosti v Makó se pohybuje nad celomaďarským průměrem a v roce 2014 byla zhruba osmiprocentní.

## Doprava
Severně od města vede dálnice M43, která vede ze Segedína k rumunské hranici (Nădlac). Kromě toho západo-východním směrem přes město prochází silnice celostátního významu č. 43. Ze severní strany je také ještě veden silniční obchvat, který byl postaven za účelem snížení frekvence tranzitní dopravy v jádru města.
Přes řeku Mureš je v blízkosti města veden jen jediný silniční a železniční most.
Na Kossuthově třídě ve středu města je umístěno autobusové nádraží. Autobusy slouží pouze pro meziměstskou dopravu.
Z místního nádraží existuje spojení do měst Hódmezővásárhely, Segedín a do rumunského Nădlacu. Makó má celkem dvě železniční stanice; hlavní v jižní části města a zastávku Makó-Újváros (Nové město) v severní části města, u průmyslové zóny. Z ní směřují vlaky do zmíněného Hódmezővásárhely.
V Makó je 22,5 kilometrů cyklostezek, jejichž nejnovější úsek byl dokončen v roce 2012.

## Školství

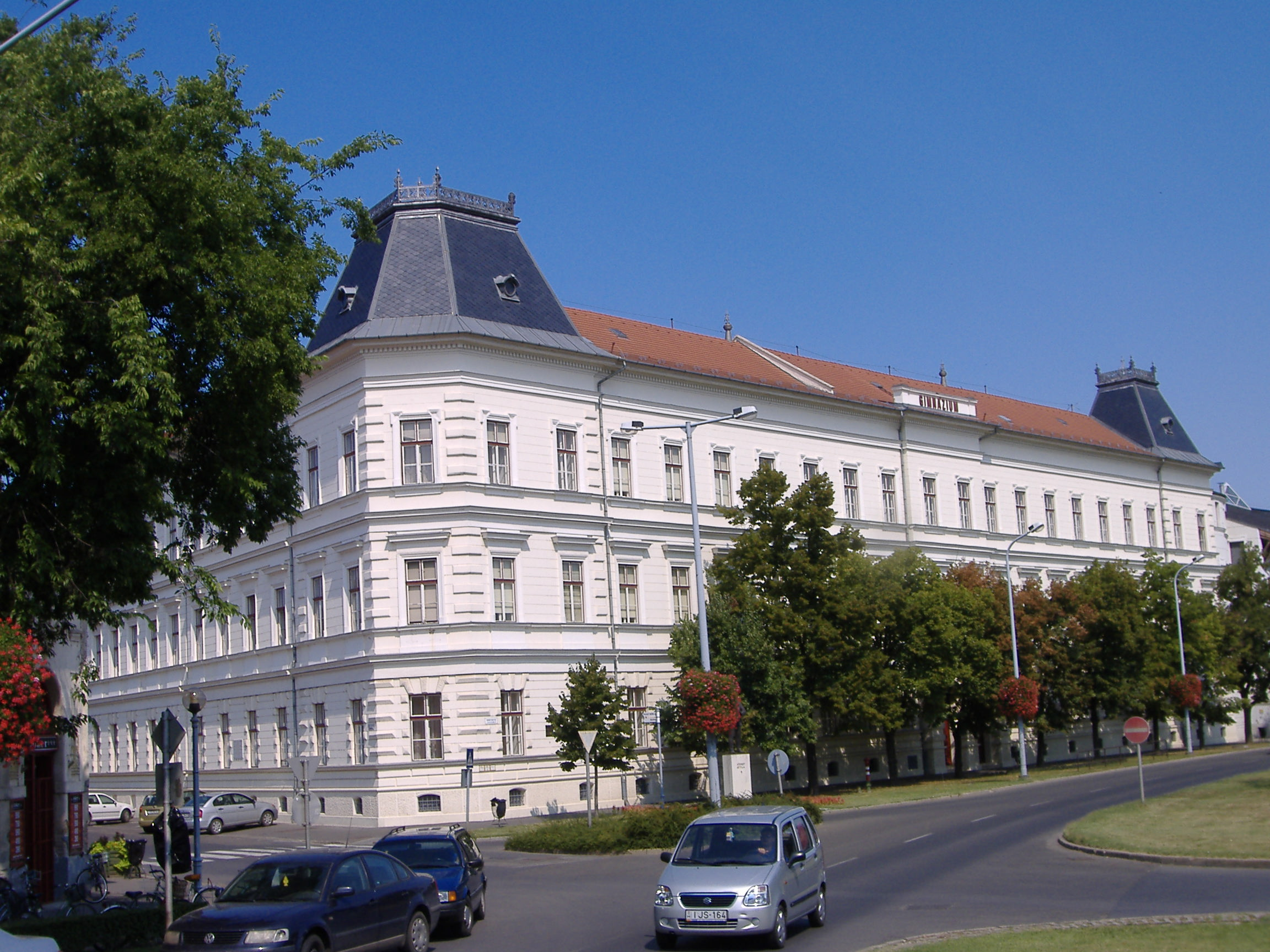
Gymnázium Józsefa Atilly

Ve městě existují tři školy mateřské, dále tři školy základní, dvě církevní a krajská střední škola. V roce 2008 bylo v Makó přes 4 tisíce dětí školního věku a do mateřských škol chodilo cca sedm set dětí. 

## Sport
Ve městě se nachází Hala Jánose Erediho, kterou navrhl (jako řadu dalších staveb) rovněž i architekt Imre Makovecz. Je hlavním sportovním areálem ve městě.
Makó rovněž hostilo významné sportovní akce, jako je finále Maďarského poháru v aerobiku a Hungarian Open, národní finále studentské olympiády v gymnastice.
Místní fotbalový tým Makó FC patřil ve své době mezi velmi úspěšné manšafty na celomaďarské úrovni. Místní házenkářský tým mužů existuje v současné podobě od roku 1992; z první okresní ligy se probojoval až do mistrovství NBI/B Kelet.

## Známí rodáci
- Joseph Pulitzer, novinář
- Jósef Kristóffy (1857–1928), maďarský politik
- József Galamb (1881-1955), maďarsko-americký inženýr, konstruktér Fordu Model T.
- Tibor Eckhardt (1888–1972), maďarský politik a diplomat
- André De Toth (1913–2002), americký režisér maďarského původu
- János Erdei (1919-1997), boxer
- Geza Vermes (1924-2013), teolog a orientalista
- Robert Nagy (nar. 1966), violoncellista
- Krisztina Pigniczki (nar. 1975), házenkářka
- Bea Palya (nar. 1976), zpěvák

## Partnerská města
- Ada, Srbsko
- Atça, Turecko
- Jasło, Polsko
- Kirjat Jam, Izrael
- Löbau, Německo
- Martinsicuro, Itálie
- Miercurea Ciuc, Rumunsko
- Radomsko, Polsko
- Sânnicolau Mare, Rumunsko
- Xinjiang, Čínská lidová republika
- Želiezovce, Slovensko